# Ronco Briantino
Ronco Briantino – miejscowość i gmina we Włoszech, w regionie Lombardia, w prowincji Monza i Brianza.
Według danych na rok 2004 gminę zamieszkiwało 3099 osób, 1033 os./km².